# Valère bazilika
A Valère bazilika egy római katolikus kisbazilika, a Sioni egyházmegye társszékesegyháza a svájci Sion városában.

## Története
A templom első részei 1100. és 1130. között épültek román stílusban. A következő építési szakasz 1130. után kezdődött, és magában foglalta a félkör alakú apszist, a falakat és az ablakokat, valamint a tetőt. A harmadik szakaszban a templomot kibővítették, és gótikus stílusúra építették át. 1235. és 1267. között a templomhajót két oldalfolyosóval bővítették ki. A 13. században a kórust gótikus Bordás keresztboltozat fedte, és paravánnal választották el a templomhajótól. A híres orgonát 1430–1435 körül állították fel, és az 1700-as években történt módosítástól eltekintve lényegében változatlan. A falfestmények is körülbelül 1435-ből származnak. A főoltár fölé a 15. században építették fel a gótikus márvány Madonna-szobrot a kis Jézussal. A templom 1987. október 7-én, II. János Pál pápa látogatása során kapta meg a kisbazilika rangot.

## Fordítás
- Ez a szócikk részben vagy egészben  a   Valère Basilica című angol Wikipédia-szócikk fordításán alapul.  Az eredeti cikk szerkesztőit annak laptörténete sorolja fel. Ez a jelzés csupán a megfogalmazás eredetét és a szerzői jogokat jelzi, nem szolgál a cikkben szereplő információk forrásmegjelöléseként.